# NGC 2322
NGC 2322 is een balkspiraalstelsel in het sterrenbeeld Lynx. Het hemelobject werd op 28 december 1790 ontdekt door de Duits-Britse astronoom William Herschel.

## Synoniemen
- UGC 3662
- MCG 8-13-54
- ZWG 234.50
- PGC 20142